# ろぼおっ!
『ろぼおっ!』は、『コミックボンボン』にて2006年6月号から2007年12月号まで連載されていた小田太郎によるギャグ漫画作品。

## あらすじ
普通の小学生、ひろしの前に現れた先生、ろぼお。どう見てもロボットだが、ロボットではないと言い張っている。そんな彼らの繰り広げる、シュールギャグ漫画。

## 登場人物
- ろぼお
- 山口ひろし
- 鳥山アンジェリーナ
- 滝沢エリカ